# Grupo Estado
Grupo Estado, também conhecido como Grupo Estadão ou Grupo OESP, é um conglomerado de mídia do qual fazem parte o jornal O Estado de S. Paulo, a Agência Estado, a Eldorado FM e a Gravadora Eldorado. O grupo foi fundado e é controlado pela família Mesquita.
O Estado de S. Paulo é o mais antigo dos jornais da cidade de São Paulo ainda em circulação. Em 4 de janeiro de 1875, ainda durante o Império, circulava pela primeira vez "A Província de S. Paulo" - seu nome original. Somente em janeiro de 1890, após o estabelecimento de uma nova nomenclatura para as unidades da federação pela República, receberia sua atual designação.

## História

### Da fundação a Ditadura militar
O jornal foi fundado por 16 pessoas reunidas por Manoel Ferraz de Campos Salles e Américo Brasiliense de Almeida Melo, concretizando uma proposta de criação de um diário republicano surgida durante a realização da Convenção Republicana de Itu, com o propósito de combater a monarquia e a escravidão.
A cidade de São Paulo desta época já se encontrava em franco desenvolvimento. A partir de 1865, quando a cidade contava com cerca de 25 mil habitantes, a ferrovia passou a influenciar decisivamente na aceleração da urbanização.
Desde sua fundação que a espinhosa subida da Serra do Mar se colocava como um fator restritivo de comunicação com o porto de Santos. Com a superação deste formidável obstáculo, o potencial comercial da "boca de sertão" ampliou-se significativamente.
Grandes atacadistas passaram a se concentrar no Brás e no Pari, região transformada em "porto do planalto". A expansão comercial foi acompanhada pela instalação progressiva das primeiras indústrias de bens de consumo popular como velas, fósforos, sabões, chapéus, sapatos, tecidos, farinhas, biscoitos, massas, móveis, panelas, material de construção, chocolates e cerveja.
A ferrovia era um desdobramento da economia cafeeira, a qual vinha se desenvolvendo desde meados do século XIX. Capitais acumulados pelo tropeirismo e pelo açúcar migraram para a nascente economia cafeeira do oeste paulista, enquanto os cafezais do Vale do Paraíba decaiam, seja pelo esgotamento das terras mal aproveitadas, seja pelas limitações de eficiência do trabalho escravo.
Os paulistas passaram a procurar o trabalho assalariado de imigrantes europeus, os quais ampliavam o mercado consumidor. Assim, a ferrovia vinha para escoar uma produção crescente voltada para os mercados externos, que por sua vez desencadeava uma expansão do comércio e da indústria através do mercado interno. O pouso de tropas e estudantes de Direito havia entrado inexoravelmente em um ciclo econômico virtuoso em direção à urbanização e à industrialização.
Contudo, apesar das inovações, era ainda uma pequena cidade com pouco mais de 30.000 habitantes, na sua maioria tropeiros, funcionários públicos e estudantes de Direito. Na margem oeste do Anhangabaú ainda se caçavam perdizes e se pescavam bagres em uma lagoa próxima à Estação da Luz. Em 1875 existiam mais dois jornais diários de algum porte: o Correio Paulistano, fundado em 1854; e o Diário de São Paulo, de 1865 - ambos extintos.
A importância da fundação de A Província deve-se ao fato de ser o primeiro grande jornal engajado no ideário republicano e abolicionista, por meio dos textos contundentes de Francisco Rangel Pestana e Américo de Campos, seus primeiros redatores.
Sua tiragem inicial era de 2.000 exemplares, bastante significativa para a população da cidade, estimada em 31 mil. Pode-se dizer que a partir de então o jornal foi crescendo com a cidade e influenciando cada vez mais a evolução política do país, com a enorme responsabilidade de ser o principal veículo da mais republicana das cidades brasileiras. No início de 1888, meses antes da Proclamação da República, Euclides da Cunha, então um jovem redator republicano expulso do Exército passa a colaborar com O Estado, sob o pseudônimo de Proudhon. Neste mesmo ano "A Província" atingia a marca de 4.000 assinantes. Em janeiro de 1890, já com o nome de "O Estado de S. Paulo", a tiragem havia dobrado: 8 mil. Em 1896 a tiragem não consegue ultrapassar os dez mil exemplares, não por falta de novos leitores, mas devido às limitações do equipamento gráfico. Porém, uma nova máquina é adquirida e a tiragem aumenta para 18 mil exemplares durante a campanha de Canudos, quando eram ansiosamente aguardadas as reportagens enviadas por Euclides da Cunha através do telégrafo.
Em 1902, Júlio Mesquita, redator desde 1885 e genro de José Alves de Cerqueira César, um dos 16 fundadores, torna-se o único proprietário. Nesta época a cidade atingia a marca de 250 mil habitantes, metade dos quais italianos. Dois anos antes havia circulado o primeiro bonde elétrico e em 1901 inaugurada a primeira usina hidrelétrica para fornecimento regular de luz e força para a cidade. A modernização do jornal acompanhava o espantoso crescimento da cidade que havia decuplicado sua população nos 35 anos posteriores à chegada da ferrovia. Neste mesmo ano Júlio Mesquita e Cerqueira César lideram a primeira dissidência republicana, iniciando a partir de então uma linha de oposição sistemática aos governos estadual e federal.
Durante todo o transcorrer posterior da chamada República Velha (até 1930) o jornal se colocou ao lado dos contestadores do viciado sistema eleitoral conhecido pejorativamente como "bico-de-pena", caracterizado pelo voto em aberto e manipulação fraudulenta. Em 1909 apoia a candidatura de Ruy Barbosa à presidência da República, a chamada Campanha civilista, em oposição ao candidato oficial, o Marechal Hermes, um militar. Em 1924, logo após a Revolução que ocupou a cidade de São Paulo por 23 dias, Júlio Mesquita foi preso a mando do governo federal apenas por ter dialogado com os revolucionários. Apesar da neutralidade de "O Estado", concordante com as críticas dos revolucionários ao governo federal, mas discordante da sublevação militar como meio de contestação.
Em 1926 "O Estado" apoiou a fundação em São Paulo do Partido Democrático, de oposição ao PRP, então detentor do governo estadual e federal.
Em 1930 o jornal apoiou a Aliança Liberal e a candidatura de Getúlio Vargas à presidência, em oposição a Júlio Prestes, o candidato oficial do PRP. Neste mesmo ano atinge a tiragem de 100 mil exemplares e lança aos domingos um suplemento em Rotogravura, com grande destaque às ilustrações fotográficas. Enquanto isto a população da cidade alcança a marca de 887.810 mil habitantes. Em 1932, "O Estado" e o Partido Democrático, inconformados com o autoritarismo de Getúlio Vargas e com o tratamento hostil reservado a São Paulo pelos "tenentes", formam uma aliança com alguns setores do PRP e articulam a Revolução Constitucionalista de 1932, a qual eclode em 9 de julho. A posição do jornal, da cidade e do estado de São Paulo é uma só: reivindicação de eleições livres e de uma Constituição. Em outubro, com a derrota dos revolucionários, Júlio de Mesquita Filho e Francisco Mesquita foram presos pela ditadura e expatriados para Portugal.
No ano seguinte, no mês de agosto, Getúlio Vargas convida Armando de Sales Oliveira para ser o interventor federal em São Paulo. Armando Sales, que era genro de Júlio Mesquita (já falecido então) impõe como condição para aceitar o posto a anistia aos revoltosos de 32 e a convocação de uma assembleia constituinte. Vargas concorda e Júlio de Mesquita Filho e Francisco Mesquita, assim como dezenas de outros expatriados retornam ao país. Mesmo derrotados militarmente os constitucionalistas alcançaram seus objetivos políticos.
Em 25 de janeiro de 1934, o então governador Armando de Sales Oliveira assinou o decreto de criação da USP, uma ideia lançada pelo jornal ainda em 1927 através de uma campanha liderada por Júlio de Mesquita Filho. E ele próprio foi incumbido pelo governador de arregimentar os professores estrangeiros que viriam formar o corpo docente da Faculdade de Filosofia, com destaque para os jovens Fernand Braudel, Claude Lévi-Strauss, Roger Bastide, Pierre Monbeig, Ungaretti e muitos outros que se tornariam famosos posteriormente. Em 1951 foi instituído o Prêmio Saci, prêmio da crítica aos melhores profissionais de teatro e cinema, que se constituiu no mais importante certame cultural durante os anos 50 e parte dos 60. Editorialmente o jornal sempre manteve sua linha de apoio à democracia representativa e à economia de livre-mercado.

### Período da ditadura militar no Brasil (1964-1985)
Em 1964, "O Estado" apoiou o movimento militar que depôs o presidente João Goulart ao constatar que o mesmo já não tinha autoridade para governar. No entanto, entendia que a intervenção militar deveria ser transitória. Quando se evidenciava que os radicais de extrema-direita aumentavam sua influência, objetivando a perpetuação dos militares no poder, O Estado retirou seu apoio e passou a fazer oposição.
Em 1966 o Grupo Estado aumentou consideravelmente seu envolvimento com a cidade ao lançar o Jornal da Tarde, um diário com um acompanhamento especial dos problemas urbanos. Dois anos depois tanto O Estado de S. Paulo como o Jornal da Tarde passaram a ser censurados pela sua posição contrária ao Ditadura militar no Brasil, resistindo com a denúncia da censura através da publicação de poemas de Camões e receitas culinárias, respectivamente, em lugar das notícias proibidas. A censura só seria retirada em janeiro de 1975 com o projeto de distensão política iniciado pelo governo do general Ernesto Geisel. Em fevereiro de 1967 a tiragem de "O Estado" ultrapassa 340.000 exemplares. No dia 25 de setembro a AII (Associação Interamericana de Imprensa) protesta contra a censura sofrida pelo "Estado" ao comentar a morte do ex-presidente Castelo Branco.
No dia 13 de dezembro de 1968 "O Estado" é impedido de circular por ordem da ditadura militar. O editorial "Instituições em frangalhos" escrito por Júlio de Mesquita Filho é o motivo da arbitrariedade. A partir de então começa a censura dentro da redação dos jornais "O Estado de S. Paulo" e "Jornal da Tarde". Júlio de Mesquita Filho vem a falecer no dia 12 de julho e Francisco Mesquita em 8 de novembro. Apesar das dificuldades enfrentadas com a ditadura militar, o Grupo Estado continua se diversificando: no dia 4 de janeiro de 1970 nasce a "Agência Estado". Em 1972 o "Estúdio Eldorado" inicia suas atividades.
No ano seguinte os dois jornais passam a publicar assuntos não usuais na primeira página, no lugar dos textos censurados, poemas de Camões no "Estado" e receitas culinárias no "Jornal da Tarde".
Em Copenhague, no dia 3 de setembro de 1974, o jornalista Júlio de Mesquita Neto recebe em nome dos jornais "O Estado de S. Paulo" e "Jornal da Tarde" o prêmio Pena de Ouro da Liberdade outorgado pela Federação Internacional de Editores de Jornais.
No ano seguinte, no dia 4 de janeiro o jornal "O Estado de S. Paulo" completou 100 anos de existência e comemorou apenas 95 de vida, ignorando os cinco anos em que foi dirigido pela ditadura de Getúlio Vargas (1940-45).
Neste mesmo dia é suspensa a censura nas redações de "O Estado" e "Jornal da Tarde".
No dia 12 de junho de 1976 completava-se a mudança de "O Estado de S. Paulo", "Jornal da Tarde" e "Agência Estado" para o bairro do Limão.
Em agosto de 1981 "O Estado de S. Paulo" e o "Jornal da Tarde" ganham em última instância uma ação contra a União pela perdas sofridas com a apreensão das edições de 10 e 11 de maio de 1973, quando apenas os dois jornais foram proibidos de noticiar a renúncia de Cirne Lima, ministro da Agricultura durante o governo Médici.

### Período posterior a Ditadura militar
A "Agência Estado" adquiriu a Broadcast, incorporada oficialmente em 6 de janeiro de 1992. No dia 12 de setembro de 1993 a cor do logotipo do cabeçalho de "O Estado" passa a ser azul, escolhida pelos próprios assinantes. Em maio de 2000 ocorreu a fusão dos "sites" da Agência Estado, O Estado de S. Paulo e Jornal da Tarde resultando no portal Estadao.com.br, veículo informativo em tempo real.
Em janeiro de 2003 o portal Estadao.com.br superou a marca de um milhão de visitantes mensais, consolidando sua posição de liderança em consultas a veículos de jornalismo em tempo real no Brasil.
E, em abril de 2004, o jornalista Ruy Mesquita, Diretor de Opinião de O Estado de S. Paulo, foi agraciado com o prêmio Personalidade de Comunicação 2004, conferido pela Associação Brasileira de Jornalismo Empresarial.
Além do noticiário político, a vinculação cultural do jornal é muito forte, iniciada com a proposta de fundação da Universidade de São Paulo em 1934, uma das maiores instituições de ensino acadêmico do Brasil. Hoje esta tradição é mantida e atualizada por outras iniciativas do Grupo Estado.
Em 1997 foi instituído o Prêmio Multicultural Estadão, destinado ao reconhecimento dos melhores expoentes culturais de cada ano.
E no ano de 2002 iniciou-se uma nova atividade editorial com o lançamento de livros, com duas obras de conteúdo histórico: "A Guerra", de Júlio Mesquita; e "São Paulo de Piratininga: de pouso de tropas a metrópole".
E muitos outros projetos estão em andamento, no intuito de divulgar publicamente o extenso acervo histórico e cultural de O Estado de S. Paulo, organizado ao longo de 129 anos de existência e imbricado com a história da cidade, do estado e do país.
Ao longo do tempo novas empresas e produtos foram criados a partir de O Estado de S. Paulo, célula-máter do Grupo Estado.
Hoje, o Grupo Estado controla O Estado de S. Paulo, mais conhecido como Estadão, a rádio Eldorado FM, a Agência Estado e a OESP Mídia.
Em 1958 começa a diversificação com a inauguração da Rádio Eldorado.
Em 1966 é lançado o Jornal da Tarde.
A Agência Estado passa a operar em 1970.
Em 1984 nasce a Oesp Mídia e em 1988 a Oesp Gráfica.
Em 1991 a Broadcast é incorporada à Agência Estado.
Em março de 2000 foi lançado o portal Estadao.com.br, com informativo em tempo real.
A TV Eldorado entrou no ar em 2002, em Santa Inês no Maranhão como afiliada da Rede Bandeirantes, que depois mudou para a TV Cultura e posteriormente passou a retransmitir o sinal da TV Aparecida, e até outubro de 2020, foi a geradora do Esporte Interativo, sendo substituída pela Rede Mais Família, emissora do empresário Rinaldi Faria, dono do Grupo Patatí Patatá.
No início de 2013 o Jornal da Tarde fechou, devido a grande crise que o jornal vem passando a anos.

## Empresas
- Agência Estado
- O Estado de S. Paulo
- Eldorado FM
- Gravadora Eldorado

### Antigas empresas
- OESP Mídia
- 94 FM (São Paulo)
- Jornal da Tarde
- TV Eldorado
- Rádio Estadão
- Zap Imóveis